# 325-ös busz
A 325-ös számú regionális autóbusz Dunakeszit köti össze Fóton keresztül Mogyoróddal. Dunakeszi Barátság útjai lakótelepéről indulva a Tabánon (óváros), Alag déli részén, majd Fóton keresztülhaladva érkezik Mogyoródhoz, és a községet hosszában átszelve a HÉV-állomásig közlekedik. Ritkán jár: csak munkanapokon reggeltől délutánig. A 325-ös busz a 324-es busz betétjárata, mely Dunakeszi és Gödöllő között közlekedik.
2009. június 16-án a váci forgalmi térségben is bevezették a budapesti agglomerációs forgalmi térségben alkalmazott egységes járatszámozásos rendszert. A 325-ös járat korábban a 2026-os számmal volt ellátva.

## Megállóhelyei
Az átszállási kapcsolatok között a Gödöllőig közlekedő 324-es autóbusz nincsen feltüntetve!
| 0  | Dunakeszi, Barátság utca 39. végállomás | 23 | 301, 302, 303, 305, 306, 371                                    |
| 1  | Dunakeszi, Barátság utca 9.             | ∫  | 301, 302, 303, 305, 306, 371                                    |
| ∫  | Dunakeszi, templom                      | 22 | 300, 301, 305, 371                                              |
| ∫  | Dunakeszi, benzinkút                    | 21 | 300, 302, 305, 306, 371                                         |
| 2  | Dunakeszi, Szakorvosi Rendelő           | 20 | 300, 301, 302, 303, 305, 306, 371                               |
| 3  | Dunakeszi, Szent István utca            | 19 | 371                                                             |
| 4  | Dunakeszi, Táncsics utca                | 18 | 371                                                             |
| 5  | Dunakeszi, Fóti út 2.                   | 17 | 308, 309, 310, 311, 371 S70 G70                                 |
| 6  | Dunakeszi, Fóti út 30.                  | 16 | 371                                                             |
| 7  | Dunakeszi, Fóti út 56.                  | 15 | 371                                                             |
| 8  | Dunakeszi, Rehabilitációs Intézet       | 14 | 371                                                             |
| 9  | Dunakeszi, alagi temető                 | 13 | 371                                                             |
| 10 | Fót, Keleti Márton utca                 | 12 | 371                                                             |
| 11 | Fót, Győrffy utca 9-11.                 | 11 | 371 S71 G71                                                     |
| 12 | Fót, Kossuth utca                       | 10 | 308, 309, 310, 313, 314, 315, 316, 318, 319, 326, 371           |
| 13 | Fót, Gyermekváros (Templom)             | 9  | 308, 309, 310, 313, 314, 315, 316, 317, 318, 319, 320, 326, 371 |
| 14 | Fót, Vörösmarty utca                    | 8  | 317, 320, 326                                                   |
| 15 | Fót, Kézműipari Vállalat                | 7  | 317, 320, 326                                                   |
| 16 | Mogyoród, Mátyás király utca            | 6  | 317, 320, 321, 326                                              |
| 17 | Mogyoród, Mázsa tér                     | 5  | 317, 320, 321, 326                                              |
| 18 | Mogyoród, patak híd                     | 4  | 317, 320, 321, 326                                              |
| 19 | Mogyoród, Újfalu                        | 3  | 317, 320, 321, 326                                              |
| 20 | Mogyoród, Ring fogadó                   | 2  | 317, 320, 321, 326                                              |
| 21 | Mogyoród, Szadai elágazás               | 1  | 317, 320, 321, 326                                              |
| 22 | Mogyoród, HÉV-állomás végállomás        | 0  | 317, 320, 321, 326                                              |